# Balladen om Eken
Balladen om Eken är ett musikalbum från 2013 med den svenska vissångaren CajsaStina Åkerström. Albumet spelades in live på Filmhuset i Stockholm vid en konsert med underrubriken ”en afton i Ruben Nilsons anda”.

## Låtlista
Text och musik av Ruben Nilson om inget annat anges.
1. Önskevisa – 2:56
2. Sommarlåt – 3:44
3. Sjukbesök – 3:05
4. Till konditorn på Stora Torget (Ruben Nilson/CajsaStina Åkerström) – 3:22
5. Staden (Ruben Nilson/CajsaStina Åkerström) – 1:51
6. Skuggsidan (Ruben Nilson/CajsaStina Åkerström) – 2:05
7. Fimpen och tändstickan – 3:34
8. Gårdsmusikanter – 2:29
9. Den okände soldaten – 2:24
10. Fröken Saga (Ruben Nilson/Stig Dagerman) – 3:12
11. Balladen om Eken – 3:19
12. Ficktjyvens visa – 3:21
13. Oslo (Fred Åkerström) – 3:18
14. Jag ger dig min morgon (Tom Paxton/Fred Åkerström) – 5:04

## Medverkande
- CajsaStina Åkerström – sång
- Nils-Petter Ankarblom – piano
- Backa-Hans Eriksson – bas